# Zhani Ziçishti
Zhani Ziçishti, też jako Zhani Petro (ur. 31 maja 1940 w Korczy) – aktor albański.

## Życiorys
W 1964 ukończył studia na wydziale sztuk scenicznych Instytutu Sztuk w Tiranie. Po studiach przez trzydzieści lat występował na scenie teatru im. A. Z. Cajupiego w Korczy. W 1994 wyemigrował do Grecji.
Na dużym ekranie zadebiutował w 1975 niewielką rolą nauczyciela historii w obrazie Lumë drite. Zagrał potem jeszcze w 15 filmach fabularnych.

## Role filmowe
- 1975: Lumë drite jako nauczyciel historii
- 1975: Rrugicat që kërkonin diell jako Istref
- 1975: Ben sam znajduje drogę jako ojciec Beniego
- 1976: Fijet që priten jako Genc
- 1976: Përballimi jako Kopi
- 1977: Flamur në dallgë jako Gregori Graf
- 1978: Nga mezi i errësirës jako Jani
- 1978: Vajzat me kordele të kuqe jako Resul
- 1979: Mysafiri jako Sadik Bezhora alias Thanas Pecoldi
- 1980: Dëshmorët e monumenteve jako Kristofor
- 1981: Agimet e stinës së madhe jako Hamdi Caka
- 1981: Kur po xhirohej një film jako Bashkim
- 1985: Asgjë nuk harrohet jako emerytowany nauczyciel
- 1986: Dhe vjen një ditë
- 1986: Një jetë më shumë jako adwokat Hamdi
- 1987: Përsëri pranverë jako główny agronom
- 1988: Rikonstruksioni jako Koli
- 1990: Kronike e një nate jako fotograf